# Нормандія-Німан (фільм)

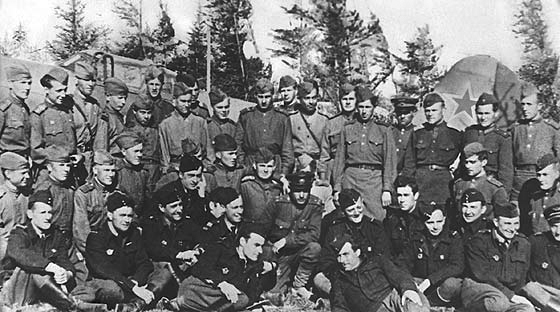
Прототип героїв фільму — льотчики авіаполку «Нормандія» з бойовими товаришами. 1943 рік

«Нормандія-Німан» (фр. «Normandie-Niémen») — чорно-білий франко-радянський історичний фільм 1959 року режисера Жана Древіля про події 1942–1945 років на радянсько-німецькому фронті Другої світової війни.

## Сюжет
В основу фільму покладений бойовий шлях легендарного французького 1-го винищувального авіаполку «Нормандія-Німан» радянської 1-ї повітряної армії, який під час Другої світової війни воював проти військ країн Осі на радянсько-німецькому фронті. Деякі прізвища льотчиків змінені.

## Історія створення фільму
Ініціатором створення фільму у 1946 році стала дружина французького письменника-комуніста Луї Арагона, письменниця Ельза Тріоле. Вона ж в 1947 році написала для нього перший сценарій, який був розкритикований льотчиками «Нормандії». Другий сценарій врешті був прийнятий до реалізації кіностудією «Азюр», однак його слід було узгодити з радянською стороною. Ментором фільму в Радянському Союзі виступав лауреат Сталінської премії Ілля Еренбург Тим часом почалася холодна війна. Франція вислала військового аташе СРСР і зажадала виведення радянських військ з французької території — в як радянське так і французьке керівництво сприйняло ідею спільного фільму прохолодно. В Москві остерігаючись «антирадянської пропаганди», зажадали спільної реалізації проекту і включення до складу сценаристів свого автора. Завдяки Іллі Еренбургу це все вдалося більш менш владнати, але самому Еренбургу у співавторстві відмовили і затвердили улюбленця Сталіна Костянтина Симонова. Французи теж, і небезпідставно, побоювалися скочування фільму до радянської пропаганди. Врешті створення фільму взяли під контроль міністерства закордонних справ обох держав. Однак, внаслідок протиріч щодо бачення сценарію фільму між його авторами і консультантами-льотчиками «Нормандії-Німан», кіностудія «Азюр» у 1948 році розірвала договір з Ельзою Тріоле і припинила роботу над фільмом.
До ідеї створення спільного фільму сторони повернулися майже через десять років, у 1957-му. Ініціатором виступив радянський «Мосфільм». З французького боку за роботу над фільмом взявся «Франко-Лондон-Фільм». Продюсером фільму став Олександр Каменка (білоемігрант, в російськомовному варіанті фільму його прізвище навіть не згадується в титрах). Каменка найняв іншого сценариста — бельгійця Шарля Спаака, який до того працював з Дювів'є, Ренуаром, Фейдером, а також режисера-постановника Жана Древіля. «Мосфільм» виставив як співавтора сценарію Костянтина Симонова і співрежисера Даміра Вятича-Бережних. Незважаючи на труднощі, пов'язані з різним баченням сторонами сценарію, зйомки фільму закінчись у 1959 році.
Прем'єра фільму відбулася в Парижі 26 лютого 1960 року за три тижні перед офіційним візитом у Францію радянського лідера Микити Хрущова. В СРСР — 9 березня 1960-го. «Нормандія-Німан» мав успіх у Франції і Бельгії, де у 1961 році отримав приз «Брюссель-61» (в номінації «фільм, що сприяє справі миру»). Був представлений на Каннському кінофестивалі. В Радянському Союзі фільм також був дуже популярним — досі багато хто судить про французьку авіагрупу за фільмом, і навіть назва «ескадрилья» закріпилася за полком завдяки цьому фільму.

## У ролях
- Марк Кассо — майор Марселен
- Жан-Клод Мішель — майор Флавіо
- Жорж Рів'єр — Бенуа
- Ролан Менар — Де Вільман
- П'єр Трабо — Шарден
- Джані Еспозіто — Леметр
- Жак Рішар — Колен
- Жан Убе — Де Буассі
- Жерар Дарьє — Ле Ген
- Андре Уманскі — Дюпон
- Ролан Шалосс — лікар
- Микола Лебедєв — полковник Синіцин
- Віталій Доронін — генерал Комаров
- Микола Рибников — капітан Тарасенко
- Юрій Медведєв — старшина Іванов
- Володимир Гусєв — лейтенант Зиков

- а також Жерар Бюр, Жак Бернар, Ніколя Батай, Володимир Бамдас, Ніна Гребешкова та ін.
- Текст читають: Леонід Хмара, В. Чаєва.